# 北広島市立東部中学校
北広島市立東部中学校（きたひろしましりつ とうぶちゅうがっこう）は、北海道北広島市美咲き野に所在する公立中学校。

## 沿革
1947年5月に「広島村立東部中学校」を設立し、東部小学校に併置開校した。1948年9月に中の沢国有林内に新校舎が完成し、東部中学校を独立した。1950年9月に広島村字共栄に新校舎を建設。12月に新校舎が完成し、新校舎に移転。1951年9月に東部中学校西の里分校を西の里小学校に併置開校した。1969年8月に校舎新築第一期工事が着工。1970年3月に校舎完成。1972年9月に鉄筋3階建の防音校舎が完成。生徒増加に伴い1974年2月に広葉中学校と分離した。1986年3月に校舎増築工事（普通教室8、特別教室4）、4月に総合体育館、10月に校舎改築工事（校長室、保健室、美術室、技術室新設）が完成。1990年3月、札幌郡広島町字共栄に新校舎（普通教室15、特別教室12）を建設した。1999年4月に開校50周年を機に現在の教育目標に改定された。
年表
- 1947年（昭和22年）- 広島村立東部中学校として設立。
- 1948年（昭和23年）- 東部中学校を独立、新校舎落成。
- 1950年（昭和25年）- 広島村字共栄に新校舎落成。
- 1951年（昭和26年）- 東部中学校西の里分校を西の里小学校に併置。
- 1964年（昭和39年）- 村営プールが完成[1]。
- 1967年（昭和42年）- 校章制定[1]。
- 1968年（昭和43年）- 町制施行により広島町立東部中学校と改称[1]。
- 1970年（昭和45年）- 校舎新築第1期工事完成。
- 1972年（昭和47年）- 防音校舎落成。
- 1974年（昭和49年）- 広葉中学校と分離。
- 1976年（昭和51年）- 講堂落成[1]。
- 1986年（昭和61年）- 校舎増築完成、総合体育館完成、校舎内部改造。
- 1990年（平成2年）- 東部中学校新校舎完成、東部中学校を現在地に移転、学校教育目標改定。
- 1996年（平成8年）- 市制施行により北広島市立東部中学校と改称[1]。
- 1999年（平成11年）- 学校教育目標を改定。
- 2014年（平成26年）- 新指定ブレザー制服を制定[1]。
- 2017年（平成29年）- 校舎改修工事[1]。

## 教育目標
- 心を磨き（心） [2]
- 知性を高め（知）[2]
- 身体を鍛え（体）[2]
- 共に生きん（労）[2]

## 学校行事
学校行事は以下の通り。
- 4月 - 始業式、入学式、標準学力検査（2年）、修学旅行（3年）
- 5月 - 校外研修（1年）、ファイターズ全校観戦、体育祭
- 6月 - 第1回定期テスト
- 7月 - 宿泊研修（2年）、1学期終業式、夏季休業
- 8月 - 2学期始業式
- 9月 - 学力テストA（3年）、学年合唱交流会
- 10月 - 合唱祭、学力テストB（3年）、第2回定期テスト、
- 11月 - 学力テスト（1・2年）、学力テストC（3年）、二者懇談、三者懇談
- 12月 - 第3回定期テスト（3年）、2学期終業式、冬季休業
- 1月 - 3学期始業式
- 2月 - 学力テスト（1・2年）、スキー学習（1・2年）、第3回定期テスト（1・2年）
- 3月 - 卒業式、修了式、学年末休業

## 部活動
体育部
- 野球部
- ソフトテニス部（男子・女子）
- バレーボール部（男子・女子）
- 卓球部
- バスケットボール部（男子・女子）
- サッカー部
- バドミントン部（男子・女子）
- 陸上部

文化部
- 合唱部
- 写真部
- 美術部

## 通学区域
通学区域は以下の通り。
- 東の里
- 中の沢
- 南の里
- 富ヶ岡
- 稲穂町
- 新富町
- 朝日町
- 美沢
- 中央
- 共栄
- 北の里
- 共栄町
- 東共栄
- 美咲き野
- Fビレッジ

## 出身小学校
- 北広島市立東部小学校[5]
- 北広島市立北の台小学校[5]

## 交通アクセス
鉄道
- JR千歳線北広島駅より徒歩約27分[6]。

バス
- 北海道中央バス
  - 広島線「東部中学校」停留所下車、徒歩1分[7]。
  - さんぽまち・東部線「東部中学校」停留所下車、徒歩1分[7]。